# Alcocer (Guanajuato)
Alcocer es una localidad del estado mexicano de Guanajuato. Es parte del municipio de San Miguel de Allende.

## Demografía
| Gráfica de evolución demográfica |
|                                  |

| Censo | Población |
| ----- | --------- |
| 1900  | 486       |
| 1910  | 560       |
| 1921  | 332       |
| 1930  | 400       |
| 1940  | 157       |
| 1950  | 330       |
| 1960  | 466       |
| 1970  | 457       |
| 1980  | 521       |
| 1990  | 806       |
| 2000  | 916       |
| 2010  | 1 224     |
| 2020  | 1 094     |